# 船通山
船通山（せんつうざん）は、鳥取県日南町と島根県奥出雲町の県境にある標高1,142mの山である。比婆道後帝釈国定公園の一部で、島根県東部を流れる斐伊川の源流域にあたる。山頂からは四方が展望でき、大山や比婆山連峰、晴れた日には、三瓶山や島根半島、条件が整えば隠岐島も見ることができる。

## 神話の地「鳥上山」
出雲地方では古来「鳥上山（鳥髪山）」あるいは「鳥上峰（鳥髪峰）」とも呼ばれる。『古事記』によれば船通山の麓へ降ったスサノオは八岐大蛇を退治し、八岐大蛇の尾から得た天叢雲剣を天照大神に献上したという。
6合目あたりに「鳥上の滝」があり、八岐大蛇の住処とも言われる。高さ約10ｍ、幅約5ｍの滝で、斐伊川の源流といわれ、島根名水100選に選ばれている。
1936年（大正12年）には、当時の宮内省が船通山頂の島根県側に「天叢雲之剣出現地」と直刀を型どる表徴の石碑を建立している。現存する石碑は、1975年（昭和50年）8月に落雷のため、台のみを残して破損し、翌年に再建されたものである。

## カタクリの群生
山頂では、春先になると一面にカタクリが花を咲かせる。里に咲くカタクリの花より１カ月ほど遅く開花し、４月中旬から５月初旬まで楽しめる。

## イチイの巨木
鳥取県側の9合目（1,000m付近）の斜面に、天然記念物に指定されているイチイの巨木がある。幹の径は約4.3m、斜面をはって伸びる枝は20m以上ある。

## 宣揚祭
毎年7月28日には、天叢雲剣を発見した神話にちなんだ「宣揚祭」が船通山山頂等で執り行われている。

### 第１回宣揚祭
第１回の開催は、1930年（昭和5年）までさかのぼる。鳥取県の郷土史家、内藤岩雄が、船通山（鳥髪の峯）を神域として宣揚することを発案。神域宣揚祭が同年6月22日午前11時から船通山山頂で挙行され、熱田神宮宮司代理の伊達主典、鳥取県知事の久保豊四郎らが参加した。宣揚祭は、1940年（昭和15年）の第12回を最後に中断した。

### 戦後の再開
戦後、宣揚祭は1968年（昭和43年）に復活し、現在も続いている。開催は鳥取県側、島根県側の交互開催（持ち回り）で、須佐之男命の姿に紛して剣の舞いが勇壮に演じられる。